# Mário Esteves Coluna
Mário Esteves Coluna (pron. IPA: ['maɾiu ku'lunɐ]) (Inhaca, Àfrica Oriental Portuguesa, 6 d'agost, 1935 - Maputo, 25 de febrer de 2014) fou un futbolista portuguès de les dècades de 1950 i 1960. Fou Ministre d'esports moçambiquès entre 1994 i 1999.

## Carrera de club
Coluna fou descobert quan jugava al Desportivo Lourenço Marques, essent traspassat al Benfica el 1954/55, club on jugà fins al 1969/70. Assolí un brillant palmarès amb 10 lligues, el 1954/55, 1956/57, 1959/60, 1960/61, 1962/63, 1963/64, 1964/65, 1966/67, 1967/68 i 1968/69, i 6 copes el 1955, 1957, 1959, 1962, 1964 i 1969. Guanyà dos cops la Copa d'Europa de futbol el 1961 i 1962, i en disputà tres finals més els anys 1963, 1965 i 1968. També jugà per l'Olympique de Lió abans de retirar-se.
Va jugar com a titular, i va marcar un gol, a la final de la Copa d'Europa de 1961, que el Benfica va guanyar contra el FC Barcelona per 3 a 2 al Wankdorf Stadium de Berna, la primera final de la Copa d'Europa que jugaven qualsevol dels dos equips. També va jugar com a titular, i va marcar un gol, a la final de la Copa d'Europa de 1962, que el Benfica va guanyar contra el Reial Madrid per 5 a 3 a l'Estadi Olímpic d'Amsterdam, la segona victòria consecutiva de l'equip portuguès en la competició. També fou titular a la final de la Copa d'Europa de 1963, que el Benfica va perdre contra l'AC Milan per 2 a 1 a l'estadi de Wembley a Londres, una derrota que va trencar una ratxa consecutiva de dues victòries portugueses a la Copa d'Europa, i que representà també la primera victòria italiana en la competició.
També va jugar com a titular la final de la Copa d'Europa de 1965, que el Benfica va perdre contra l'Inter de Milà per 0 a 1 a San Siro, la segona victòria consecutiva de l'Inter en la competició.

## Internacional
Fou 57 cops internacional amb Portugal, marcant 8 gols. El primer partit fou un amistós enfront Escòcia el 4 de maig de 1955, perdent 0-3, i el darrer l'11 de desembre de 1968, en una derrota per 2-4 enfront Grècia, en partit classificador per la copa de món. Assolí la tercera posició a la Copa del Món de 1966.